# Tim Dünschede
Tim Dünschede (* 1984 in Speyer) ist ein deutscher Regisseur, der besonders für seine Regie zweier Verfilmungen der Jugendbuchreihe Die drei ??? bekannt wurde.

## Leben
Anfänglich studierte Tim Dünschede Visuelle Kommunikation mit dem Schwerpunkt Film und Fernsehen an der Kunsthochschule Kassel. Während des Studiums wechselte er an die Münchner Hochschule für Fernsehen und Film (HFF). Dort studierte er dann Regie.

## Filmografie (Auswahl)
- 2014: Venusfliegenfalle (Kurzfilm)
- 2019: Limbo
- 2023: Die drei ??? – Erbe des Drachen
- 2025: Die drei ??? und der Karpatenhund

## Auszeichnungen
- Deutscher Filmpreis: Besucherstärkster Film für Die drei ??? – Erbe des Drachen[4]